# ルイス・ミラー (慈善家)
ルイス・ミラー（Lewis Miller、1829年7月24日 - 1899年2月17日）は、オハイオ州の実業家、慈善家で、19世紀後半に、従来の作業者の後方にブレイドが位置するものとは異なる、作業者より前方、馬の脇にブレイドが位置する最初のコンバインハーベスター（複式収穫機）の発明者として財を成した。娘のミーナ（Mina、1865年 - 1947年）は、同じくオハイオ州の発明家であったトーマス・アルヴァ・エジソンと1886年2月24日に結婚した。

## 経歴
ミラーは、オハイオ州グリーンタウンに生まれた。彼は自身の富を、メソジスト監督教会とつながりのあった様々な公共的事業、慈善事業に投じたが、特に、日曜学校のための建築として、中央に集会場を設け周囲に複数の小教室を配置したアクロン・プランを、メソジストの牧師ジョン・ヘイル・ヴィンセント、建築家ジェイコブ・スナイダーとともに開発したことが知られている（1867年）。この配置は、1) 子どもたち全員を対象とした始業時の集いなどが実施できるとともに、2) 放射状に配された小部屋で学齢別の段階を踏んだ指導ができ、3) 再び中央に集まって終業時の集いが実施できるようになっていた。
ジョン・ヘイル・ヴィンセントは、バプテスト教会の平信徒だったB・F・ジェイコブス (B.F. Jacobs) と協力して、日曜学校の取組を奨励するためにこのシステムを考案し、「国際統一教育カリキュラム (the International Uniform Lesson Curriculum)」、別名「統一教育計画 (Uniform Lesson Plan)」を提供することを目的とした委員会を創設した。1800年代には、新たに教会の信徒となる者の80%が、日曜学校を契機として教会へ通うようになった人々であった。
1874年、統一教育計画に基づく日曜学校の教師の訓練を改良しようと試みる中で、ミラーとヴィンセントは一緒に協力し、後のライシーアム総合学園に発展するライシーアム運動の端緒を、ニューヨーク州のシャトークア湖の湖畔で始めた。
ミラーは、1899年に腎臓疾患のために死去し、オハイオ州アクロンのグレンデール墓地に埋葬された。

## 関連文献
- New York Times, February 18, 1899, p12
- Lewis Miller by Ellwood Hendrick, 1925.  ISBN 1-567-23121-7. Book, discusses his farm machinery patents as well as his co-founding of the Chautauqua Institution.
- "Theodore W. Miller Rough Rider, his Diary as a soldier together with the story of his life..." by George E Vincent 1899